# Distrikt Miraflores (Lima)
Der Distrikt Miraflores ist einer der 43 Stadtbezirke der Region Lima Metropolitana in Peru. Auf seinen 9,16 km² Fläche lebten beim Zensus 2017 103.090 Einwohner. Im Jahr 1993 lag die Einwohnerzahl bei 87.113, im Jahr 2007 bei 85.065. Miraflores gilt zusammen mit San Isidro als einer der reichsten Stadtteile Limas. Die Stadt Miraflores und der Distrikt Miraflores sind deckungsgleich.

## Geographie

### Lage

Panorama bei Sonnenuntergang in Miraflores

Miraflores umfasst 9,16 km² und liegt auf durchschnittlich 79 Metern Meereshöhe. Miraflores grenzt im Norden an San Isidro, im Nordosten an Surquillo, im Südosten an Santiago de Surco und im Süden an Barranco. Im Westen liegt die Küste zu Pazifik.

### Klima
In Miraflores herrscht ein gemäßigtes, maritimes Klima. Die jährliche Durchschnittstemperatur beträgt 18,2 Grad Celsius, die jährliche Niederschlagsmenge bei nur 9 Millimeter. Der August ist der kälteste Monat mit durchschnittlich 15,1 Grad Celsius, der Februar ist der wärmste Monat mit 22,3 Grad Durchschnittstemperatur.

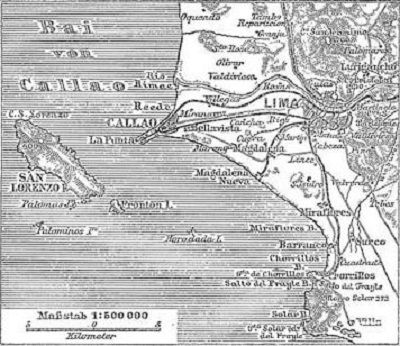
Miraflores auf einer Karte von 1888

## Geschichte
Am 2. Januar 1857 wurde Miraflores offiziell zu einem Stadtbezirk von Lima.
Am 15. Januar 1881 kam es im Salpeterkrieg zur Schlacht von Miraflores. Peruanische Einheiten versuchten vergeblich, den Vormarsch der chilenischen Armee in Richtung Lima aufzuhalten. Weil sich die Peruaner tapfer verteidigt hatten, nennt man Miraflores in Erinnerung an dieser Schlacht bis heute Ciudad Heroica – „Stadt der Helden“. Am Tag nach der Schlacht von Miraflores eroberten die Chilenen die peruanische Hauptstadt Lima.
Noch 1887 hatte Miraflores nach Berichten von Paz Soldán nicht mehr als etwa 100 Einwohner, eine Zählung aus dieser Zeit beziffert die Bevölkerung auf 636 Menschen. Heute zählt Miraflores dagegen rund 93.000 Einwohner.
Am 16. Juli 1992 verübte die Guerillaorganisation Leuchtender Pfad (Sendero Luminoso) einen Autobombenanschlag in Miraflores, bei dem 25 Menschen starben und mehr als 150 Menschen verletzt wurden.

## Wirtschaft und Infrastruktur

### Bildung
Durch den Wohlstand des Stadtbezirks befinden sich einige der namhaftesten Schulen in Miraflores, so das Markham College, die Deutsche Schule Alexander von Humboldt, die Pestalozzi-Schule und die Carmelitas-Schule.

## Kultur
Miraflores ist ein wohlhabender Stadtbezirk und hat daher viele Kulturzentren, Theater, Kinos und Kunstmuseen.
Das einzige prähispanische Gebäude in Miraflores ist die Lehmpyramide Huaca Pucllana, ein Tempel der Lima-Kultur aus der Zeit vor den Inkas.

## Tourismus

### Hotels
In Miraflores haben sich die meisten internationalen Hotels angesiedelt, wie etwa das Hilton oder das Ritz.

### Huaca Pucllana

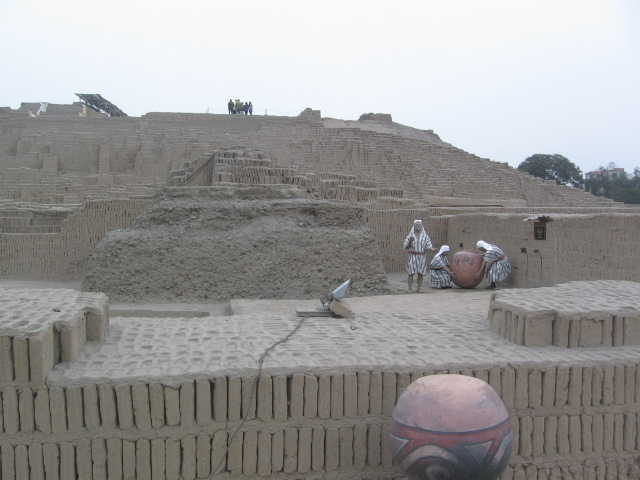
Pyramiden von Huaca Pucllana

Das einzige prähispanische Gebäude in Miraflores ist der Huaca Pucllana. Die Tempelanlage aus dem 6. Jahrhundert nach Christus umfasst etwa 15 Hektar. Sie wird seit 1983 restauriert.

### Parque Kennedy
Der Parque Kennedy ist das alte Zentrum von Miraflores. An seiner Begrenzung befindet sich die alte Kirche Virgen Milagrosa und das Rathaus. In dem Park finden sich viele Straßenkünstler und fliegende Händler.

### Centro Comercial Larcomar
Das Centro Comercial Larcomar ist ein großes Einkaufszentrum mit einem Multiplexkino. Es befindet sich an einem der malerischsten Flecken in Miraflores. Direkt hinter dem Einkaufszentrum liegen die berühmten Torres Telmex y Marriott.

### Costa Verde

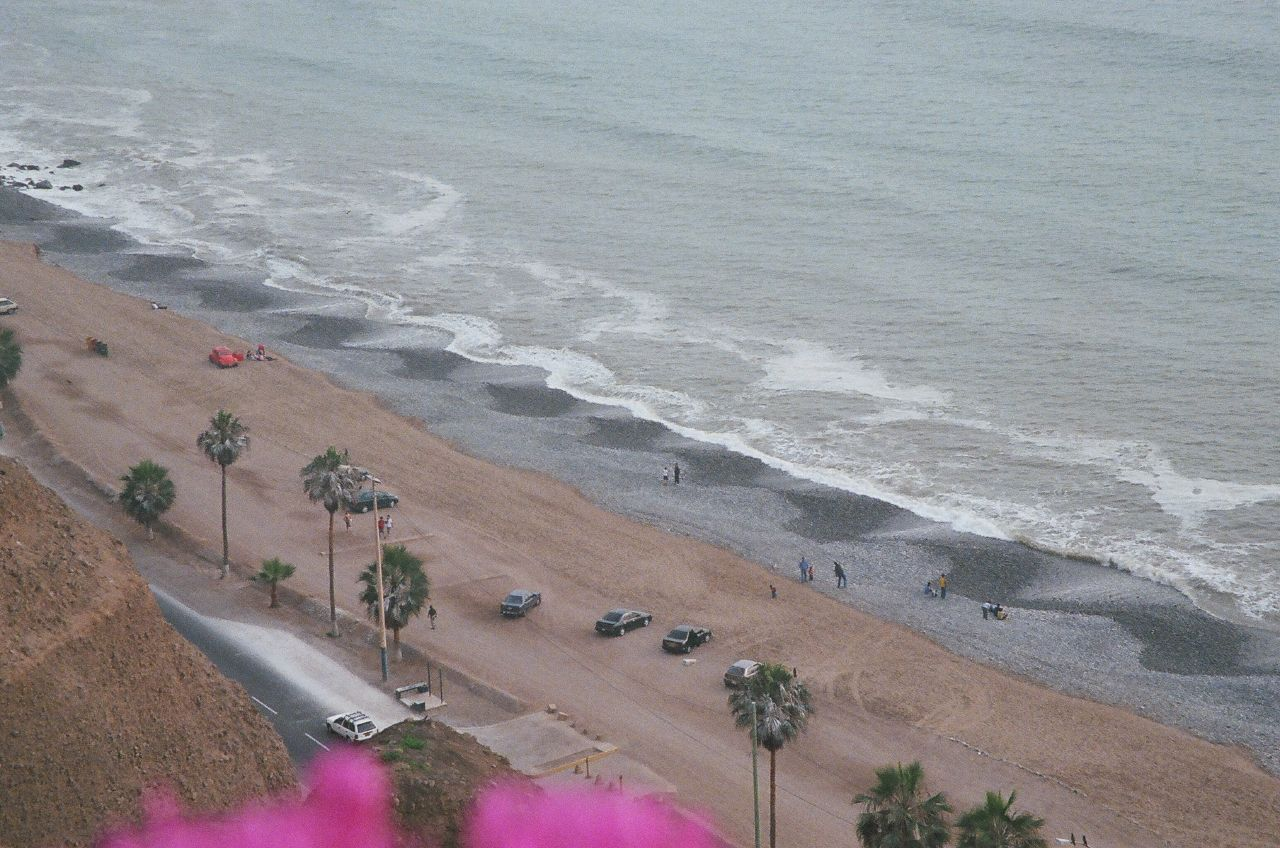
Der Strand von Miraflores

Die Costa Verde ist ein Küstenabschnitt mit mehreren Sand- und Kiesstränden, der zum Teil in Miraflores liegt. Von der Steilküste kann man Paragliding betreiben und das Wasser eignet sich gut zum Surfen. Das Surfen hat eine lange Tradition in Miraflores. In den 1930er Jahren brachte Carlos Dogny von einem Besuch in Hawaii das erste Surfbrett mit und gründete in der Folge den bekannten Surfclub Waikiki am Strand von Miraflores. Entlang dem Strand und der Küstenstraße wurden moderne Fahrradwege angelegt, welche von Deutschland mitfinanziert wurden.

## Persönlichkeiten
- Gastón Acurio (Koch)
- José Pardo y Barreda (Peruanischer Präsident 1904-1908 und 1915-1919)
- Alejandro Tudela Chopitea (Peruanischer Justizminister 2005-2006)

## Städtepartnerschaften
- Pensacola, Florida, USA